# سرجس ضعيف
سرجس ضعيف (الاسم العلمي: Sargassum fragile) هو نوع من الطلائعيات يتبع جنس السرجس من فصيلة السرجسية.